# زن ملبس، مرد برهنه
زن ملبس، مرد برهنه یک سبک وابسته به شهوت‌نگاری است که بر اساس تعامل واقعی یا تصور شده یک یا چند مرد برهنه با یک یا چند زن دارای لباس صورت می‌گیرد. گاهی این عمل جزوی از خیالی پردازی جنسی زنان یا مردان است که یک عورت‌نمایی یا سناریوی پرستش بدنی را به تصویر می‌کشد.